# Internazionali d'Italia 2013 - Qualificazioni singolare maschile
Le qualificazioni del singolare maschile degli Internazionali d'Italia 2013 sono state un torneo di tennis preliminare per accedere alla fase finale della manifestazione. I vincitori dell'ultimo turno sono entrati di diritto nel tabellone principale. In caso di ritiro di uno o più giocatori aventi diritto a questi sono subentrati i lucky loser, ossia i giocatori che hanno perso nell'ultimo turno ma che avevano una classifica più alta rispetto agli altri partecipanti che avevano comunque perso nel turno finale.

## Giocatori

### Teste di serie
1. Lukáš Rosol (ultimo turno)
2. Ernests Gulbis (qualificato)
3. Grega Žemlja (ultimo turno)
4. Dmitrij Tursunov (primo turno, ritirato)
5. Carlos Berlocq (qualificato)
6. Ričardas Berankis (primo turno)
7. Evgenij Donskoj (primo turno)

1. Santiago Giraldo (qualificato)
2. Andrej Kuznecov (qualificato)
3. Rogério Dutra da Silva (primo turno)
4. Thiemo de Bakker (primo turno)
5. Albert Montañés (qualificato)
6. Jesse Levine (primo turno)
7. Blaž Kavčič (ultimo turno)

### Qualificati
1. Andrej Kuznecov
2. Ernests Gulbis
3. Andrej Golubev
4. Jan Hájek

1. Carlos Berlocq
2. Albert Montañés
3. Santiago Giraldo

## Tabellone qualificazioni

### Sezione 1
|  | Primo turno | Primo turno           | Primo turno           | Primo turno | Primo turno |  |  | Ultimo turno | Ultimo turno    | Ultimo turno    | Ultimo turno | Ultimo turno |  |
|  |             |                       |                       |             |             |  |  |              |                 |                 |              |              |  |
|  | 1           | Lukáš Rosol           | 0                     | 6           | 6           |  |  |              |                 |                 |              |              |  |
|  |             | Flavio Cipolla        | 6                     | 1           | 2           |  |  | 1            | Lukáš Rosol     | Lukáš Rosol     | 64           | 4            |  |
|  |             | Andreas Haider-Maurer | Andreas Haider-Maurer | 3           | 1           |  |  | 9            | Andrej Kuznecov | Andrej Kuznecov | 7            | 6            |  |
|  | 9           | Andrej Kuznecov       | Andrej Kuznecov       | 6           | 6           |  |  |              |                 |                 |              |              |  |

### Sezione 2
|  | Primo turno | Primo turno            | Primo turno            | Primo turno | Primo turno |  |  | Ultimo turno | Ultimo turno   | Ultimo turno   | Ultimo turno | Ultimo turno |  |
|  |             |                        |                        |             |             |  |  |              |                |                |              |              |  |
|  | 2           | Ernests Gulbis         | Ernests Gulbis         | 6           | 7           |  |  |              |                |                |              |              |  |
|  |             | Adrian Ungur           | Adrian Ungur           | 1           | 6           |  |  | 2            | Ernests Gulbis | Ernests Gulbis | 6            | 6            |  |
|  | WC          | Gianluca Naso          | Gianluca Naso          | 6           | 6           |  |  | WC           | Gianluca Naso  | Gianluca Naso  | 3            | 2            |  |
|  | 10          | Rogério Dutra da Silva | Rogério Dutra da Silva | 4           | 3           |  |  |              |                |                |              |              |  |

### Sezione 3
|  | Primo turno | Primo turno    | Primo turno   | Primo turno | Primo turno |  |  | Ultimo turno | Ultimo turno   | Ultimo turno | Ultimo turno | Ultimo turno |  |
|  |             |                |               |             |             |  |  |              |                |              |              |              |  |
|  | 3           | Grega Žemlja   | Grega Žemlja  | 6           | 6           |  |  |              |                |              |              |              |  |
|  | PR          | Igor' Andreev  | Igor' Andreev | 4           | 4           |  |  | 3            | Grega Žemlja   | 6            | 4            | 6            |  |
|  | Alt         | Andrej Golubev | 6(1)          | 6           | 6           |  |  | Alt          | Andrej Golubev | 2            | 6            | 7            |  |
|  | 13          | Jesse Levine   | 7             | 3           | 2           |  |  |              |                |              |              |              |  |

### Sezione 4
|  | Primo turno | Primo turno      | Primo turno      | Primo turno      | Primo turno |  |  | Ultimo turno   | Ultimo turno   | Ultimo turno   | Ultimo turno | Ultimo turno |  |
|  |             |                  |                  |                  |             |  |  |                |                |                |              |              |  |
|  | 4           | Dmitrij Tursunov | Dmitrij Tursunov | Dmitrij Tursunov | 4r          |  |  |                |                |                |              |              |  |
|  |             | Illja Marčenko   | Illja Marčenko   | Illja Marčenko   | 3           |  |  | Illja Marčenko | Illja Marčenko | Illja Marčenko | 2            | 4            |  |
|  |             | Jan Hájek        | Jan Hájek        | 7                | 7           |  |  | Jan Hájek      | Jan Hájek      | Jan Hájek      | 6            | 6            |  |
|  | 11          | Thiemo de Bakker | Thiemo de Bakker | 63               | 65          |  |  |                |                |                |              |              |  |

### Sezione 5
|  | Primo turno | Primo turno      | Primo turno     | Primo turno | Primo turno |  |  | Ultimo turno | Ultimo turno   | Ultimo turno   | Ultimo turno | Ultimo turno |  |
|  |             |                  |                 |             |             |  |  |              |                |                |              |              |  |
|  | 5           | Carlos Berlocq   | Carlos Berlocq  | 7           | 6           |  |  |              |                |                |              |              |  |
|  | WC          | Thomas Fabbiano  | Thomas Fabbiano | 6(1)        | 4           |  |  | 5            | Carlos Berlocq | Carlos Berlocq | 6            | 7            |  |
|  |             | Adrian Mannarino | 6               | 2           | 4           |  |  | 14           | Blaž Kavčič    | Blaž Kavčič    | 1            | 5            |  |
|  | 14          | Blaž Kavčič      | 2               | 6           | 6           |  |  |              |                |                |              |              |  |

### Sezione 6
|  | Primo turno | Primo turno          | Primo turno          | Primo turno | Primo turno |  |  | Ultimo turno | Ultimo turno    | Ultimo turno    | Ultimo turno | Ultimo turno |  |
|  |             |                      |                      |             |             |  |  |              |                 |                 |              |              |  |
|  | 6           | Ričardas Berankis    | 4                    | 6           | 5           |  |  |              |                 |                 |              |              |  |
|  |             | Vasek Pospisil       | 6                    | 4           | 7           |  |  |              | Vasek Pospisil  | Vasek Pospisil  | 3            | 3            |  |
|  | WC          | Alessandro Giannessi | Alessandro Giannessi | 4           | 3           |  |  | 12           | Albert Montañés | Albert Montañés | 6            | 6            |  |
|  | 12          | Albert Montañés      | Albert Montañés      | 6           | 6           |  |  |              |                 |                 |              |              |  |

### Sezione 7
|  | Primo turno | Primo turno        | Primo turno        | Primo turno | Primo turno |  |  | Ultimo turno | Ultimo turno     | Ultimo turno     | Ultimo turno | Ultimo turno |  |
|  |             |                    |                    |             |             |  |  |              |                  |                  |              |              |  |
|  | 7           | Evgenij Donskoj    | Evgenij Donskoj    | 4           | 4           |  |  |              |                  |                  |              |              |  |
|  | WC          | Marco Cecchinato   | Marco Cecchinato   | 6           | 6           |  |  | WC           | Marco Cecchinato | Marco Cecchinato | 5            | 2            |  |
|  |             | Matthias Bachinger | Matthias Bachinger | 65          | 4           |  |  | 8            | Santiago Giraldo | Santiago Giraldo | 7            | 6            |  |
|  | 8           | Santiago Giraldo   | Santiago Giraldo   | 7           | 6           |  |  |              |                  |                  |              |              |  |